# علیرضا ذکاوتی
علیرضا ذکاوتی قراگزلو (۱۳۲۲ در همدان – ۲۰ فروردین ۱۴۰۴) نویسنده، مترجم و پژوهشگر ایرانی بود.

## زندگی‌نامه
علیرضا ذکاوتی قراگوزلو از پژوهشگران و نویسندگان معاصر است که در چهار دهه گذشته آثار متعددی از او در زمینه ادبیات فارسی و عرفان اسلامی منتشر شده‌است.
وی نقدهای بسیاری بر آثار کلاسیک ایران نوشته، تحقیق و ترجمه کرده‌است و در هر دو رشتهٔ ادبیات ابداعی و ادبیات تحقیقی و نیز ترجمه از عربی به فارسی آثار متعددی پدید آورده است. از جمله کتابهایی چون «عرفانیات»، «عمر خیام» و ترجمه «تمدن اسلامی در قرن چهارم و پنجم» از آثار اوست. وی جزء هیئت مؤلفین دائرةالمعارف تشیع بوده و با بنیاد دائرةالمعارف اسلامی و دانشنامه جهان اسلام همکاری مداوم دارد. از وی مقاله‌های بسیار زیادی در حوزه فرهنگ و فلسفه و دین در دست است.
دو اثر ترجمه «تمدن اسلامی در قرن چهارم هجری»، تألیف آدام متز در سال ۱۳۶۳ و ترجمه کتاب «نظام اداری مسلمانان در صدر اسلام» در سال ۱۳۸۵ که کتاب سال شناخته و حائز دریافت جایزه شد، نمونه‌ای از کارهای پژوهشی ماندگار وی به حساب می‌آید.
حدود ۴۰ کتاب تألیفی و ترجمه این استاد از جمله تشیع و تصوف، العصر الجاهلی (تاریخ ادبی عرب)، آیین رهروی (بازنویسی فرائدالسلوک)، بدیع‌الزمان همدانی و مقامات نویسی، ترجمه تلبیس ابلیس بن جوزی، تحریر و تلخیص محبوب القلوب فراهی، جنبش نقطویه، عرفانیات، ابحاث عشره (تصحیح)، سیر تاریخی نقد ملاصدرا، قرآنیات، بازشناسی و نقد تصوف و … در کارنامه علمی و ادبی او ثبت شده‌است.
وی در بیش از ۲۰ کنگره و همایش علمی ملی، مقاله ارائه کرده یا عضو هیئت علمی آن‌ها بوده‌است. شرکت در کنگره‌های حافظ (۱۳۶۷)، میرسیدعلی همدانی در تاجیکستان (۱۳۷۴)، صدرالمتألهین (۱۳۷۸)، علامه مجلسی (۱۳۷۸)، خیام (۱۳۷۸)، حکمت و فلسفه (۱۳۷۹) و عضویت در هیئت علمی کنگره‌های می‌رسید علی همدانی (۱۳۶۹)، باباطاهر (۱۳۸۱)، بوعلی‌سینا (۱۳۸۳، ۱۳۸۵ و ۱۳۸۸)، خواجه رشید (۱۳۸۸) و داوری کتاب سال وزارت فرهنگ و ارشاد اسلامی به مدت ۱۰ سال، از جمله فعالیت‌های علمی و پژوهشی این نویسنده سرشناس ملی محسوب می‌شود.
وی از بدو تأسیس دانشگاه آزاد اسلامی واحد همدان در سال ۱۳۶۶ تا کنون در این دانشگاه تدریس می‌کند و ضمن همکاری پژوهشی با دانشگاه بوعلی‌سینا، استاد مدعو تدریس ادبیات فارسی عربی در دانشگاه علامه طباطبایی نیز بوده‌است.
ذکاوتی در ادب فارسی و عربی، عرفان اسلامی، عقاید و مذاهب و تاریخ اجتماعی ایران بعد از اسلام، مطالعات پیوسته و گسترده دارد و در هر دو رشته ادبیات ابداعی و ادبیات تحقیقی و نیز ترجمه از عربی به فارسی آثار متعددی پدیدآورده است.
ذکاوتی به خاطر چاپ مقالات متعدد در نقد کتاب در مجلات وزین کشور در سال ۱۳۷۷ به عنوان «منتقد نمونه» و در سال ۱۳۸۵ به عنوان منتقد پیش‌کسوت موفق به دریافت جایزه شده‌است.
او که جزو هیئت مؤلفان دائرةالمعارف تشیع بوده، با بنیاد دائرةالمعارف اسلامی و مرکز نشر دانشگاهی نیز برای ویرایش کتاب و مقالات همکاری مستمر دارد. همچنین به مدت ده سال داور کتاب سال وزارت فرهنگ و ارشاد اسلامی بوده‌است.
از کارهای برجسته وی در تصحیح بازسازی کهنه‌ترین نسخهٔ اسکندرنامهٔ منوچهر خان حکیم بوده‌است که توسط انتشارات سخن در سال ۱۳۸۸ چاپ شده‌است. وی در این باره می‌گوید: این نسخه، درهم‌ریخته بود و من روی ترتیب طبیعی‌اش آن را مرتب و جاافتادگی‌ها را با نقطه‌چین در متن مشخص کردم. صحافی کتاب اشکال داشت که با زحمت زیاد کتاب تنظیم، مرتب‌سازی و چاپ شد. من در این کتاب استخراج لغات، تعبیرات جالب و اطلاعات تاریخ اجتماعی، مدنیات، غذاها، اسلحه و … که در داستان آمده‌است، آورده‌ام. اهمیت کتاب به این است که اوضاع عصر صفوی را به‌خوبی نشان می‌دهد. حتی غذاهایی که می‌خوردند، اسلحه‌هایی که در آن دوره استفاده می‌کردند همه باعث آشنایی بیشتر خواننده با آن عصر می‌شود. گرچه اسکندر در قبل از میلاد می‌زیسته اما «اسکندرنامه» متعلق به عصر صفوی است و آن دوران را به خوبی نشان می‌دهد. کتاب واقعاً جذاب و دوست‌داشتنی و شامل ماجراهای عاشقانه، پهلوانانه و شیرین‌کاری‌های عیاری است. زبان آن حد واسط بین نثر کتاب‌های عصر صفوی و زبان محاوره‌ای است و پیش‌درآمد نثر مشروطه (نثر جدید ایرانی) به‌شمار می‌رود. اولین کتاب‌های متاخر در عصر قاجار ـ متعلق به حدود ۱۵۰ سال پیش ـ به همین نثر نوشته شده‌است. رمان‌های تاریخی مانند «شمس و طغرا» از محمدباقر خسروی و ترجمه‌های «ژیل بلاس» یا «حاجی بابای اصفهانی» به قلم میرزا حبیب اصفهانی متأثر از نثر نقالی خصوصاً «اسکندرنامه» است. پس این کتاب در تحول نثر فارسی جایگاه مهمی داشته‌است.
از جمله کارهای تازهٔ استاد ذکاوتی در متون نثر فنی فارسی این است که کتاب‌های فرائدالسلوک و محبوب القلوب و ترجمهٔ سلوان المتاع را با حذف مترادفات و مکررات و تتابع اضافات ساده کرده و بدون آن که تصرفی در ساختمان نحوی جمله‌ها ایجاد شده باشد به فهم خواننده متوسط الحال امروزی نزدیک کرده‌است. همین کار را در مورد اسکندرنامهٔ ۷ جلدی و رموز حمزه چاپ سنگی نیز صورت داده‌است که قدمی است در راه آشنا کردن نسل معاصر با فرهنگ قدیم.
از دیگر کارهای تازهٔ علیرضا ذکاوتی معرفی و ترجمهٔ برخی از شاهکارهای ادب عربی به زبان فارسی از جمله مقامه‌هایی از بدیع الزمان و حریری و اشعاری از ابوالعلاء معری و قطعات مفصلی از جاحظ و ابوحیان توحیدی است.

## آثار
- تشیع و تصوف: تا آغاز سده دوازدهم هجری، انتشارات امیرکبیر
- تمدن اسلامی در قرن چهارم هجری، یا، رنسانس اسلامی، ترجمه علیرضا ذکاوتی قراگزلو، انتشارات امیرکبیر ۱۳۶۴ (برگزیده کتاب سال ۱۳۶۳)
- تاریخ ادبی عرب (العصر الجاهلی)، نویسنده: شوقی ضیف، مترجم: علیرضا ذکاوتی قراگوزلو، انتشارات امیرکبیر
- بدیع الزمان و مقامات نویسی، انتشارات اطلاعات ۱۳۶۴ و حوزهٔ هنری ۱۳۹۵
- زندگی و آثار جاحظ، علیرضا ذکاوتی قراگزلو، انتشارات علمی و فرهنگی ۱۳۶۷ و ۱۳۸۰
- تلبیس ابلیس ابن جوزی، ترجمه علیرضا ذکاوتی قراگزلو، انتشارات مرکز نشر دانشگاهی، چاپ پنجم ۱۳۹۴
- گزیدهٔ سبک هندی، علیرضا ذکاوتی قراگزلو، انتشارات نشر دانشگاهی ۱۳۷۳.
- داستان‌های میرزا برخوردار فراهی، علیرضا ذکاوتی قراگزلو، انتشارات نشر دانشگاهی ۱۳۷۴.
- حافظیات، علیرضا ذکاوتی قراگزلو، انتشارات مسلم همدان ۱۳۷۰ و انتشارات هستی نما ۱۳۸۳.
- ابو حیان توحیدی، علیرضا ذکاوتی قراگزلو، انتشارات طرح نو
- عمر خیام نیشابوری، علیرضا ذکاوتی قراگزلو، انتشارات طرح نو، ۱۳۷۷
- جاحظ، علیرضا ذکاوتی قراگزلو، طرح نو ۱۳۷۹
- نکته چینی‌ها از ادب عربی (۳۵ مقاله کوتاه و بلند) نشر طرح نو
- دولت حمدانیان، علیرضا ذکاوتی قراگزلو، انتشارات حوزه و دانشگاه ۱۳۸۰ و ۱۳۸۸
- جنبش نقطویه، علیرضا ذکاوتی قراگزلو، نشر ادیان قم
- ترجمه اسباب النزول واحدی نیشابوری، نشر نی
- عرفانیات (مجموعه مقالات عرفانی) نشر حقیقت
- ماجرا در ماجرا (سیر عقل و نقل در ۱۵ قرن هجری) نشر حقیقت
- بازشناسی و نقد تصوف، علیرضا ذکاوتی قراگزلو، انتشارات سخن
- آیین رهروی، گزینش و ویرایش از فرائد السلوک شمس سجاسی، علیرضا ذکاوتی قراگزلو، میراث مکتوب
- نظام اداری مسلمانان در صدر اسلام، انتشارات سمت (برگزیده کتاب سال ۱۳۸۵)
- اسکندر و عیاران، گزینش و ویرایش کلیات ۷ جلدی منوچهرخان حکیم، علیرضا ذکاوتی قراگزلو، نشر نی
- اسکندرنامه بخش ختا، نشر میراث مکتوب ۱۳۸۴
- ابحاث عشره تألیف حاج محمد خان قراگزلو، مقدمه و تصحیح علیرضا ذکاوتی قراگزلو، نشر حقیقت
- هجرت به حبشه، ترجمه علیرضا ذکاوتی قراگزلو، انتشارات کتابخانه تخصصی اسلام و ایران؛ قم، ۱۳۸۰
- سیر تاریخی نقد ملاصدرا، نشر هستی نما ۱۳۸۶
- منتخب رسالات صفاءالحق، نشر میراث مکتوب ۱۳۸۶
- قصه‌های عامیانه ایرانی، نشر سخن
- قرآنیات، علیرضا ذکاوتی قراگزلو، نشر سخن
- اسکندرنامه (از فرنگ تا هندوستان): بازسازی کهنه‌ترین نسخهٔ اسکندرنامهٔ نقالی، نشر سخن ۱۳۸۸
- بازشناسی و نقد تصوف، نشر سخن ۱۳۹۰
- حکیم خیام نیشابوری، علیرضا ذکاوتی قراگزلو، انتشارات معین ۱۳۹۱
- منتخب محبوب القلوب فراهی، گزینش و ویرایش علیرضا ذکاوتی قراگزلو، انتشارات معین
- رموز حمزه و ماجراهای عمرو عیار، گزینش و ویرایش علیرضا ذکاوتی قراگزلو، انتشارات معین
- هزار سال با کتاب (مجموعه ۶۱ مقالهٔ بلند)، علیرضا ذکاوتی قراگوزلو، انتشارات خانه کتاب ۱۳۹۴
- دویست حکایت در احوال پارسایان، گزینش و تصحیح کتاب جامع الحکایات نصرالله ترمذی، علیرضا ذکاوتی قراگزلو، انتشارات حقیقت ۱۳۹۶
- مجموعه خیال (گزیدهٔ غزلیات ۴۶ شاعر سبک هندی)، علیرضا ذکاوتی قراگزلو، تهران ۱۳۹۷ نشر نو
- یکی از هزاران (داستان مهاجرت یک خانواده از زمین کنده شده روستایی در اوایل دههٔ چهل)، علیرضا ذکاوتی قراگزلو، انتشارات حوزهٔ هنری، ۱۳۹۶، همدان
- احوال و آثار صفاءالحق همدانی، علیرضا ذکاوتی قراگزلو، انتشارات حوزهٔ هنری، ۱۳۹۶، همدان